# Adam I. Lapidus
Pour les articles homonymes, voir Lapidus.
Adam l. Lapidus est un scénariste américain né en 1963.

## Filmographie

### Scénariste

#### PourLes Simpson
| Année | Titre                  | Titre original | Saison | Épisode | Réalisateur |
| ----- | ---------------------- | -------------- | ------ | ------- | ----------- |
| 1993  | Le Roi du dessin animé | The Front      | 4      | 19      | Rich Moore  |

#### Autres
- 1988 : It's a Living (1 épisode)
- 1988 : Charles s'en charge (1 épisode)
- 1990-1992 : Madame est servie (2 épisodes)
- 1992-1995 : The Upper Hand (2 épisodes)
- 1993-1995 : La Fête à la maison (7 épisodes)
- 1995 : Cleghorne! (1 épisode)
- 1996 : Secret Service Guy (7 épisodes)
- 1997 : Code Lisa (1 épisode)
- 1997-1999 : Smart Guy (8 épisodes)
- 2001 : Saucisses Party
- 2004 : Les Décalés du cosmos (1 épisode)
- 2004 : Fatherhood
- 2004 : Phil du futur (2 épisodes)
- 2005 : Xiaolin Showdown (1 épisode)
- 2005-2007 : La Vie de palace de Zack et Cody (13 épisodes)
- 2008-2011 : La Vie de croisière de Zack et Cody (12 épisodes)
- 2011-2015 : Jessie (15 épisodes)
- 2015-2016 : Camp Kikiwaka (3 épisodes)

### Producteur
- 1995 : Cleghorne! (3 épisodes)
- 1996 : Secret Service Guy (7 épisodes)
- 1997-1999 : Smart Guy (44 épisodes)
- 2001 : Saucisses Party
- 2004-2005 : Phil du futur (7 épisodes)
- 2005-2008 : La Vie de palace de Zack et Cody (39 épisodes)
- 2008-2011 : La Vie de croisière de Zack et Cody (62 épisodes)
- 2011-2015 : Jessie (98 épisodes)
- 2015-2016 : Camp Kikiwaka (21 épisodes)